# 外国会社
外国会社（がいこくがいしゃ）とは、日本において日本以外の国の法律に準拠して設立された社団法人。会社と同種のもの又は会社に類似するものをいう（会社法2条2号）。社団法人に限定されないというのは、従前の判例、通説に従ったものである。
- 会社法は、以下で条数のみ記載する。

## 会社法上の取扱い
会社法においては、しばしば「会社」の定義に含められて内国会社と同一の規制に服することがあるほか、会社法第6編に特別の規定（日本における代表者（817条、820条）、登記（818条）、貸借対照表に相当するものの公告（819条）、疑似外国会社（821条）及び清算（822条））がある。

### 疑似外国会社
日本に本店を置き、又は日本において事業を行うことを主たる目的とする外国会社を疑似外国会社という。疑似外国会社は、日本において取引を継続してすることができない（821条1項）。また、これに違反して取引をした者は、相手方に対し、外国会社と連帯して、当該取引によって生じた債務を弁済する責任を負う（同2項）。 
例えば日本国内の取引においてケイマン籍SPCを用いた場合に、当該SPCが疑似外国会社に該当しないかが問題となる。

## 民法上の取扱い
外国法人のうち、外国会社であるものは、日本法上、法人として認許される（民法35条1項本文）。したがって、そもそも法人でない外国会社は認許されるものではない。もっとも、法人でない外国会社も条約によって認められることがある。

## その他の法令上の取扱い
会社法以外の法律においては、別段の定めがある場合を除き、日本における同種の会社又は最も類似する会社とみなされると規定されている（823条）。したがって、例えば、会社更生法における「株式会社」は、外国法に準拠して設立された株式会社と同種又は類似の外国会社を含むとの解釈もある。

## 国際私法との関係
上記の外国会社の定義は、日本の国際私法が会社の属人法について設立準拠法主義を採用することの根拠の1つとされている。